# Gilles Perrault
Pour les articles homonymes, voir Perrault.
Gilles Perrault — Jacques Peyroles pour l'état civil —, né le 9 mars 1931 à Paris (13e arrondissement) et mort le 3 août 2023 à Sainte-Marie-du-Mont, est un écrivain et scénariste français. Il est par ailleurs un ancien avocat de même qu'un ancien journaliste. Il a utilisé le pseudonyme de Gil Perrault pour ses premiers romans.

## Biographie

### Jeunesse et débuts
Jacques Peyroles est le fils de l'avocat d'affaires Georges Peyroles (1900-1973) et de Germaine Peyroles (1902-1979), également avocate, députée du Mouvement républicain populaire (MRP) entre 1945 et 1951 et de 1954 à 1955, moquée dans Nekrassov, comédie parodique du maccarthysme à la française, présentée en 1955 par Jean-Paul Sartre, sous l'apparence de Madame Bounouni.
Il étudie à l'Institut d'études politiques de Paris, devient avocat dans le cabinet de son père, exerçant comme tel pendant cinq ans. Il effectue son service militaire à 24 ans au 8e régiment de parachutistes coloniaux (8e RPC) en Algérie.
Après le succès de son essai Les Parachutistes, inspiré par son service militaire en Algérie, il devient journaliste pour le compte du Nouveau Candide de 1961 à 1963. Il fait des reportages sur l'Inde de Nehru, les Jeux olympiques de Tokyo et les problèmes des Noirs aux États-Unis. Par la suite, entre 1986 et 2003, Gilles Perrault écrit des articles pour Le Monde diplomatique.
En mai 1961 il quitte Paris où il était avocat et s'installe par hasard à Sainte-Marie-du-Mont, dans le Cotentin. Il épouse en secondes noces, le 28 avril 1964, Thérèse Guigon (1940-2024), avec qui il a deux enfants : Géraldine (1965-1998) et Guillaume. Son attachement pour le petit village manchois l'incite à publier en 1981 Les gens d'ici qui retrace l'histoire tumultueuse de ce bourg du Moyen Âge jusqu'au débarquement de Normandie (la plage d'Utah Beach est située à quelques kilomètres de son domicile). En 1984, pour FR3 Normandie, il part à nouveau à la rencontre des habitants et évoque avec eux ce dernier évènement, vingt ans après le reportage qu'il a mené pour l'émission Cinq colonnes à la une (cf. infra). Gilles Perrault est élu conseiller municipal en 1971 sans avoir été candidat comme cela se fait parfois dans les petites communes. Ces dernières années il s'est engagé  localement pour défendre sa commune contre un projet de fusion avec les communes voisines ou contre la création d'un parc consacré au Jour J (surnommé par ses opposants « D-Day land »).

### Le romancier
Entre 1956 et 1961, il fait paraître, sous le pseudonyme de Gil Perrault, une douzaine de romans d'aventures, mâtinés d'espionnage, pour la collection populaire « La Chouette ». Le meilleur du lot, Dynamite, le récit d'une révolte dans un pays d'Amérique du Sud, sera réédité dans J'ai lu. « Il fait également paraître en 1958 au Fleuve Noir l'excellent suspense Baroud d'honneur, sous le pseudonyme de Sidney Vania, et le récit d'espionnage Au pied du mur (1963) chez Denoël ». Il fait ensuite des recherches approfondies sur des aspects peu connus de la Seconde Guerre mondiale, surtout de l'espionnage et de la Résistance. En 1964, il publie un ouvrage autrement sérieux avec Le Secret du jour J, qui obtient un prix du Comité d'action de la Résistance et connaît d'excellentes ventes à l'étranger. Peu avant le vingtième anniversaire du Débarquement de Normandie, il interroge à l'occasion d'un reportage télévisé, les témoins de Sainte-Marie-du-Mont. Après cette période, Perrault se consacre à des ouvrages d'inspiration historique tels que L'Orchestre rouge (1967) et La Longue Traque (1975), avec un égal succès.
En 1973, il participe à l'écriture du scénario du film Le Serpent, coécrit et réalisé par Henri Verneuil, d'après l'œuvre originale de Pierre Nord, Le Treizième Suicidé
Auparavant, en 1969, Perrault publie un roman d'espionnage original, Le Dossier 51. Avec Michel Deville, il signe le scénario de l'adaptation cinématographique de ce texte. Le film sort en 1978. Par la suite, en 1979, il obtient avec Michel Deville le César du meilleur scénario original ou adaptation. Il travaille à d'autres reprises avec Michel Deville, en lui donnant notamment le scénario original de La Petite Bande (1983). Il signe également l'adaptation de son livre éponyme pour le film L'Orchestre rouge (1989), réalisé par Jacques Rouffio.

### Perrault et  l'affaire Ranucci
À l'été 1977,, il est sollicité notamment par l'avocat Jean-Denis Bredin pour effectuer des recherches sur l'affaire Christian Ranucci, condamné à mort et guillotiné en 1976 pour l'enlèvement et le meurtre d'une petite fille de huit ans, Marie-Dolorès Rambla. À la rentrée littéraire de 1978, il fait paraître Le Pull-over rouge, livre dans lequel il émet un doute sur la culpabilité de Ranucci (bien qu'il affirme plus tard que l'aboutissement de l'affaire doit être la réhabilitation du condamné), et qui est publié dans le contexte d'un débat de société sur la peine de mort en France et d'une campagne pour la révision du procès Ranucci (une requête ayant été déposée par Jean-Denis Bredin et Jean-François Le Forsonney trois semaines auparavant). Le titre du livre fait référence au vêtement trouvé par les enquêteurs dans la galerie d'une champignonnière où Christian Ranucci s'était réfugié, un pull-over qui n'est pas à la taille de ce dernier selon Gilles Perrault et qui aurait, selon une allégation fausse de l'écrivain, conduit un chien policier jusqu'au lieu où le cadavre de la petite fille avait été découvert. 
Pour expliquer la genèse de cet ouvrage, Gilles Perrault prétendra s'être rendu à Marseille (où l'affaire a débuté le 3 juin 1974) par acquit de conscience et avec un a priori sur ce dossier, celui de la culpabilité de Ranucci, pensant qu'une condamnation à mort était prononcée à la suite d'une enquête et d'une instruction rigoureuses,. Ce livre, qui a rencontré un énorme retentissement médiatique, est présenté par l'auteur et son entourage comme « la description d'une mécanique judiciaire » et « une explication du système de la procédure pénale française »,,, davantage que comme une œuvre littéraire contre la peine de mort. Gilles Perrault dira que le courrier qu'il recevait des lecteurs du Pull-over rouge exprimait un commentaire surpris sur le déroulement d'une affaire judiciaire,, plutôt qu'une interrogation sur la culpabilité du condamné.
Perrault reviendra sur l'affaire au fil de la publication de livres en 1995 (un ouvrage collectif écrit avec la mère de Christian Ranucci et des avocats), 2004 et 2006, dans lesquels l'auteur exprime sa conviction de l'innocence de Christian Ranucci.
À la suite d'une plainte pour diffamation déposée par les policiers ayant mené l'enquête sur l'affaire Ranucci, pour ses propos tenus lors de l'épisode de l'émission Histoire d'un jour, « 28 juillet 1976 : qui a tué Christian Ranucci ? »  (diffusé sur FR3 et présenté par Philippe Alfonsi, également poursuivi), en 1985, où il accuse les policiers de « forfaiture » et d'avoir « éliminé tout ce qui concernait l'homme au pull-over rouge », Gilles Perrault est condamné en juin 1989 par le tribunal correctionnel de Marseille à verser 30 000 francs de dommages et intérêts à chacun des cinq plaignants, peine confirmée en 1990 par la cour d'appel d'Aix-en-Provence et majorée à hauteur de 40 000 francs de dommages et intérêts par policier, puis en 1992 par la Cour de cassation qui, rejetant son pourvoi et celui de Philippe Alfonsi, majore le montant des dommages et intérêts à hauteur de 70 000 francs par policier diffamé.
Au milieu des années 2000, il est de nouveau poursuivi, ainsi que l'éditeur de Fayard Claude Durand, pour diffamation envers les policiers dans son troisième livre sur l'affaire, L'ombre de Christian Ranucci (paru en 2006) où  il accusait les enquêteurs d'avoir fait preuve de « légèreté » et de « partialité » dans leurs investigations. Il est condamné le 14 janvier 2008, ainsi que son éditeur, à verser 5 000 euros à chacun des quatre policiers diffamés, jugement confirmé en appel en 2009 et majoré à hauteur de 10 000 euros pour chaque plaignant.
Dans deux livres parus en 2005 et 2006, L'affaire du pull-over rouge, Ranucci coupable ! — Un pull-over rouge cousu… de fil blanc, puis Autopsie d'une imposture — Toute la vérité sur le pull-over rouge, Gérard Bouladou, commandant de police judiciaire, relève les erreurs et la partialité de Gilles Perrault. Bouladou affirme que le combat de ce dernier aurait dû porter sur la condamnation à mort de Ranucci et non sur sa culpabilité, qui lui semble avérée. Jean-Louis Vincent, ancien commissaire divisionnaire, dans son ouvrage Affaire Ranucci : du doute à la vérité, reprend à son tour l'examen de tout le dossier. Il conclut, comme Bouladou, à la culpabilité de l'accusé et réfute les différents points mis en avant par Gilles Perrault dans son livre.

### Les années 1990-2000
En 1990, Edwy Plenel en proposant ce titre Notre ami le roi, provoque l'écriture du livre par Perrault. L'ouvrage décrit et condamne le régime de tortures d'Hassan II roi du Maroc, appliquées à ceux qui ont tenté un putsch contre lui. Il évoque les liens d'Hassan II avec la France, parle de la famille d'Oufkir (responsable d'un putsch), à l'époque enfermée dans une prison dorée. Comme l'explique Malika Oufkir dans son deuxième ouvrage, sa famille et elle-même peuvent librement circuler au Maroc. Cet ouvrage au retentissement médiatique contribue à l'ouverture des geôles dont celles de Tazmamart et de Kenitra, le 15 septembre 1991.
Le 18 octobre 1976, Gilles Perrault signe un contrat avec l'éditeur Claude Durand pour l'écriture d'un ouvrage sur le Secret du Roi, ancêtre de nos services de renseignement modernes, au XVIIIe siècle. Ce projet sera retardé par d'autres sollicitations et la rédaction d'autres livres. Finalement, la trilogie La Passion polonaise, L'Ombre de la Bastille et La Revanche américaine, centrée sur le parcours de Charles-François de Broglie, paraît entre 1992 et 1996. Cette monographie forme un récit vivant des évolutions de la politique étrangère sous Louis XV puis Louis XVI de 1740 à 1785 et révèle l'organisation du Secret du Roi.
Alors que se profile le cinquantième anniversaire de l'évènement, Gilles Perrault poursuit son travail consacré au débarquement de Normandie. Le Grand Jour : 6 juin 1944, publié chez Jean-Claude Lattès en 1974, est édité par Fayard en 1994, et une nouvelle édition du Secret du Jour J parait.
Il publie le Dictionnaire amoureux de la Résistance en 2014. Se déroulant pendant l'exode de 1940, son roman Le Garçon aux yeux gris est adapté par André Téchiné pour le film Les Égarés.
Ses mémoires sont publiés en trois volumes entre 1995 et 2008,,. En 2016, il publie un récit consacré à son grand-père maternel.

### Mort
Il meurt à l'âge de 92 ans le 3 août 2023 des suites d'une crise cardiaque à son domicile de Sainte-Marie-du-Mont. Il est inhumé le 8 août au cimetière de la commune.

### Hommages
Un hommage lui est rendu le 24 octobre suivant à la mairie du 14e arrondissement de Paris, à l'initiative de la Ligue des droits de l'homme, d'Orient XXI et de sa famille. Fin novembre, un autre hommage lui est rendu dans le cadre du festival des Égaluantes, dont il était le parrain, à Carentan-les-Marais.

## Engagements politiques
Politiquement, Perrault sympathise avec l'extrême gauche, côtoie des trotskistes, et s'affirme « communiste ». En août 1977, il adhère au Parti communiste après avoir été au Parti socialiste de 1973 à 1977,.
En 1983, il préface L'Affaire Papon de Michel Slitinsky, édité chez Alain Moreau. Cette préface, dans laquelle il traite Papon de « franc salaud », entraîne auteur et éditeur dans une procédure d'interdiction de la première édition du livre.
Gilles Perrault est l'un des membres fondateurs, avec le chanteur Renaud, du collectif Ça suffat comme ci, qui lance en 1989 l'appel de la Bastille pour l'abolition de la dette du Tiers Monde, qui a recueilli des centaines de signatures.
En octobre 1990, il fait partie, avec notamment l'avocat et écrivain Denis Langlois, de l'Appel des 75 contre la guerre du Golfe[source insuffisante]. Le 24 janvier 1991, Gilles Perrault publie depuis Toulouse une déclaration qui va rester, même s'il s'en défend par la suite, comme un appel à la « désertion » et au « sabotage de la machine de guerre française ». La polémique qui s'ensuit, avec l'ouverture d'une enquête sous l'impulsion du ministre de la Justice Henri Nallet, l'amène à démissionner de l'Appel des 75[réf. nécessaire].
Dans les années 1990, il est particulièrement actif dans la lutte contre le Front national. Il déclare alors au quotidien Libération : « Un adversaire, ça se combat. Mais un ennemi comme Le Pen, ça s'extermine. » Il ajoute, après un temps : « Ça s'extermine, politiquement. » Il participe à la fondation du mouvement Ras l'front, mouvement dont il s'éloigne en 1996 à la suite de querelles avec Didier Daeninckx et les milieux de la Ligue communiste révolutionnaire (« Je ne me vois pas combattre l'intolérance avec des intolérants »), en concluant : « Je suis désormais inscrit à l'ANPE de la militance. ». Didier Daeninckx accusait notamment Gilles Perrault de « nombreux dérapages banalisant la Shoah » et d'avoir été candidat aux élections européennes de 1994 (sur la liste Régions et peuples solidaires) avec des « fascistes flamands et alsaciens ».
Gilles Perrault s'engage également dans la défense des détenus. Dans les années 1980, il fait partie, avec notamment Marguerite Duras et Françoise Sagan, du comité de soutien à Luc Tangorre, condamné en 1983 pour viols et agressions sexuelles. Ce dernier bénéficiera d'une grâce partielle et d'une libération conditionnelle, mais récidivera quelques semaines plus tard. Gilles Perrault consacre aux détenus une revue intitulée Rebelles, dans laquelle il milite entre autres pour la révision du procès de Mohamed Chara (condamné à mort en 1980 pour le meurtre d'une femme et de sa fille, avant d'être rejugé après l'abolition de la peine capitale et condamné à la perpétuité) puis y dénonce son décès au centre de détention de Toul. Un article, publié par un de ses rédacteurs sur l'association Légitime Défense, lui vaut d'être poursuivi pour diffamation en tant que responsable de la revue, puis condamné, le 13 septembre 1993 par la XVIIe chambre correctionnelle du Tribunal de Grande Instance de Paris, à 6 000 francs d'amende et à 10 000 francs de dommages-intérêts.
En janvier 1997, Gilles Perrault est élu vice-président de la Société des Amis de L'Humanité.
En 2003, Gilles Perrault devient membre du comité de parrainage de la Coordination française pour la décennie de la culture de paix et de non-violence, créée en 2000.
En février 2006, avec de nombreuses personnalités parmi lesquelles José Bové, Noël Mamère, Raymond et Lucie Aubrac, il appelle à la libération des terroristes d'Action Directe, la période de sûreté ayant été accomplie pour certains d'entre eux.
Il est membre du comité d'honneur de l'Association pour le droit de mourir dans la dignité. Il s'implique régulièrement aux côtés de l'association et cosigne en 2012 un appel aux candidats à l'élection présidentielle leur demandant de s'engager à déposer un projet de loi pour légaliser l'euthanasie.

## Œuvre
Les douze premiers romans sont tous parus chez Ditis dans la collection « La Chouette », sous le pseudonyme Gil Perrault.
- Jamais deux sans trois (1956)
- Trois as (1957)
- Les Aventures du pétrole (1957-1960, Ditis ; 1961, France-Empire)

1. Le Sahara brûle (1957), adapté au cinéma par Michel Gast en 1961
2. Ballade au soleil (1957)
3. La Bombe (1958)
4. La Grande soif (1960)

- C'était le bon temps (1957)
- La Main rouge (1960)
- Le Faux Frère (1960)
- Si tu vas à Cuba (1960)
- Dynamite (1961 ; réédition signée Gilles Perrault dans J'ai lu, coll. « policier » no 49, 1966)
- Furie (1961)
- Les Parachutistes (1961, Seuil ; 1997, Arléa ; 2006, Fayard)
- Casanova. Textes choisis dans les Mémoires (1963, J'ai Lu)
- Au pied du mur (1963, Denoël), adapté au cinéma par Jacques Deray sous le titre Avec la peau des autres en 1966
- Le Secret du jour J (1964, Fayard ; J'ai lu n°A134/135)
- L'Orchestre rouge (1967 ; 1989, Fayard), adapté au cinéma par Jacques Rouffio en 1989
- Le Dossier 51 (1969, Fayard ; 1978, Le Livre de poche), adapté au cinéma par Michel Deville en 1978
- Du service secret au gouvernement invisible (1970, Le Pavillon)
- Les Sanglots longs (1970, Fayard ; 1976, Le Livre de poche)
- L'Erreur (1971, Fayard)
- Le Grand Jour : 6 juin 1944 (1974, Jean-Claude Lattès ; 1994, Fayard)
- La Longue Traque (1975, J.C. Lattès; Le Livre de poche)
- Le Pull-over rouge (1978, Ramsay ; 1980, Le Livre de poche ; 1994, Fayard), adapté au cinéma par Michel Drach en 1979
- Les gens d'ici (1981, Ramsay ; 1997, mise à jour chez Fayard)
- La Petite Bande (1983, Ramsay ; avec Michel Deville), adapté au cinéma
- Un homme à part (1984, Barrault ; 2006, Fayard)
- Taupes rouges contre S.S. (1986, Paris: Messidor)
- Paris sous l'Occupation (1987 et 1998, Belfond) (photos)
- Le Dérapage (1987, Mercure de France ; 1989, Folio), adapté au cinéma par Jacques Deray sous le titre Un crime en 1993
- Notre ami le roi (1990, Gallimard ; 1992, édition revue et augmentée chez Folio)
- Le Secret du Roi (1992-1996)

1. La Passion polonaise (1992, Fayard ; 1996, Le Livre de poche)
2. L'Ombre de la Bastille (1993, Fayard ; 1996, Le Livre de poche)
3. La Revanche américaine (1996, Fayard ; 1997, Le Livre de poche)

- Pourquoi les guerres ? (1993, Le Seuil, coll. « Petit point »), illustré par Serge Bloch
- Souvenirs (1995-2008)

1. Les jardins de l'Observatoire (1995, Fayard ; 1996, Le Livre de poche)
2. Go ! (2002, Fayard ; 2005, Le Livre de poche)
3. Checkpoint Charlie (2008, Fayard)

- Christian Ranucci : vingt ans après (1995, Julliard) (avec Héloïse Mathon, Jean-François Le Forsonney, Daniel Soulez Larivière, Jean-Denis Bredin)
- Ruse de guerre (1997, Bayard Jeunesse), illustré par Jame's Prunier
- Le Goût du secret. Entretien avec Jean-Maurice de Montremy (1997, Arléa)
- Le Livre noir du capitalisme (1998, Le Temps des Cerises)[Note 2]
- Lettres aux deux juges françaises décorées de la Cruz de Honor de la Orden de San Raimundo de Peñafort (1999, Fayard)
- Le Soldat perdu (2000, Agnès Viennot)
- La Maison (2001-2004)

1. Le Garçon aux yeux gris (2001, Fayard), adapté au cinéma par André Téchiné sous le titre Les Égarés en 2003
2. L'Homme au bout du rouleau (2004, Fayard ; Le Livre de poche)
3. La Jeune Femme triste (2004, Fayard)

- Marie Laurence Gaudrat (2001, Somogy ; avec Jacques Mougenot et André Comte-Sponville)
- Les Vacances de l'Oberleutnant von La Rochelle (2002, Fayard)
- Le Déshonneur de Valéry Giscard d'Estaing (2004, Fayard)
- La Mort à quinze ans. Entretiens avec Gilles Perrault avec André Rossel-Kirschen (2005, Fayard)
- L'Ombre de Christian Ranucci (2006, Fayard)
- Les Deux Français… et d'autres récits (2010, Fayard)  (ISBN 978-2-213-65516-1)
- Dictionnaire amoureux de la Résistance (2014, Plon/Fayard)
- Grand-père (2016, Le Seuil)
- La Justice expliquée à ma petite-fille (2017, Le Seuil)  (ISBN 978-2-02131285-0)
- La Croisade du loup solitaire (2020, Edilivre)  (ISBN 978-2-41439992-5)

### Roman signé Sidney Vania
- Baroud d'honneur (1958, Fleuve Noir)

### Préfaces
- Louis Costel, Bonnes gens, 1971, 255 p.
- Jean-François Dominique, L'affaire Petiot : médecin marron, gestapiste, guillotiné pour au moins vingt-sept assassinats, Paris, Ramsay, 1980, 260 p. (ISBN 2-85956-137-4)
- Michel Slitinsky, L'affaire Papon, Alain Moreau, 1983, 177 p.
- Günter Wallraff (trad. Alain Brossat), Tête de turc, Librairie générale française, 1987
- Sylvie Braibant, Elisabeth Dmitrieff, aristocrate et pétroleuse, Belfond, 1993, 245 p.
- Alain Lorne, La route brûlée, Phébus, 1996, 144 p.
- Collectif (préf. Gilles Perrault, ill. Tony Johannot), Libertaires et « ultra-gauche » contre le négationnisme, Réflex, 1996
- Janine Mazet (préf. Gilles Perrault), Elisabeth, le ciel t’attendra, 2014, 338 p. (ISBN 9782332806802).
- Geneviève Donadini, Le procès Ranucci : Témoignage d'un juré d'assises, 2016, 106 p.
- Jules Barbey d'Aurevilly (préf. Gilles Perrault, ill. Elizabeth Marie), Le dessous de cartes d'une partie de whist, 2020, 54 p. (ISBN 9791069961135).